# 大井オートレース場
大井オートレース場（おおいオートレースじょう）は、東京都品川区にかつて存在していたオートレース場である。

## 概要
大井競馬場のオープンから4年後の1954年（昭和29年）に誕生し11月27日に初開催された、東京都内唯一のオートレース場である。当初はコースを大井競馬場の内枠に併設する予定であったが、大井競馬場の関係者がこれに反発したため断念せざるを得なくなった。
用地の広さの都合上、新規にダートコースを備えたレース場を建設することが困難だったため、やむなく舗装路面の1周500メートル走路を大井競馬場の北側隣接地へ新規に建設することとなった。結果的に、大井オートレース場は史上初の舗装路を備えた、当時7つ目のオートレース場として開業したのである。
オープン当初こそ売り上げは振るわなかったものの、その立地条件とアクセスの良さ、そしてそれ以上に、ダートとは異なる舗装路独自の魅力で、徐々に人気を拡大していった。最盛期には「ダートの川口、舗装の大井」と呼ばれ、オートレースの双璧として認知されるまでに成長していった。
1965年には東京モノレール羽田線の大井競馬場前駅も開業し、来場者数はさらに向上した。

### 黒い霧事件
1969年に日本プロ野球界を震撼させた黒い霧事件が表面化するが、この余波で翌1970年にプロ野球選手がオートレースの八百長に参加して逮捕されるという事件が続出した。この際、八百長に加担した現役のオートレース選手19名が逮捕されたのだが、逮捕者の中に「大井のエース」として知られ、日本選手権オートレースを制した名選手戸田茂司が含まれていた。
その地区を代表するエース、それも、当時唯一の特別競走であった日本選手権で、「オートの神様」広瀬登喜夫の外枠からトーヨーの2級車で走り優勝し、賞金王にも輝いた戸田の逮捕は、大井オートに深刻な打撃を与えた。

### 廃止・移転
黒い霧事件に前後して、当時の美濃部亮吉都知事が選挙公約として「ギャンブル廃止宣言」を打ち出し、大井オートの廃止案が持ち上がった。これに選手・関係者・ファンは反対運動を展開したが、東京都の単独開催であったことと黒い霧事件による悪評もあって、廃止を覆すことはできなかった。結果として、1973年3月22日に大井オートレース場は19年という短い歴史の幕を閉じた。
大井オートレース場が廃止された後に群馬県伊勢崎市が移転先として名乗りを上げ、大井廃止から3年後の1976年10月9日に伊勢崎オートレース場が誕生している。
跡地は大井競馬場の立体駐車場として利用されている。

## 選手
上述した戸田茂司以外にも多くの選手が在籍していたが、多くは大井廃止と同時に引退した。大井から伊勢崎に移籍した選手には土田一男（6期、引退）などがいる。
また、船橋と大井の二場に所属している選手も存在した。

## 特記事項
- 大井オートレース場の歴史自体は短いものだったが、オートレース界に与えた影響は大きかった。1967年に危険性の高い従来のダート走路を舗装路に改修する際には、大井オートレース場のコースがモデルとなった。幅員や曲率半径などに若干の差異があるものの、現在のオートレース場のバンクが1周500メートルのオーバルコースで統一されているのはこのためである。
- 開設当初はダート走路用の競走車を使用していた。しかし舗装路専用のタイヤは開発されておらず、やむなく同じインチ数のリヤカーのタイヤを流用していた。ただ、リヤカー用のタイヤは細く、剛性と耐久性が著しく低かったため、専用タイヤが開発されるとすぐに使用されなくなった。
- オートレース場閉鎖後、全天候型多目的ドーム球場を建設する計画が持ち上がったことがある。ロッテオリオンズオーナーだった永田雅一とスポーツニッポン社長の狩野近雄が中心となり、大洋ホエールズを誘致する目論見だった。だが、資金的に当てにしていた東京スタジアムの売却益が見込めなかったうえに、事務局長的役回りだった中村長芳が福岡野球のオーナーとして球団運営に専念したことで、構想は消滅した[7][8]。